# Cantó de Rombas
El cantó de Rombas és un cantó francès del departament del Mosel·la, situat al districte de Metz-Campagne. Té 2 municipis i el cap és Rombas.

## Municipis
- Amnéville
- Rombas

## Història
| Data d'elecció                           | Identitat       | Partit                      | Qualitat |
| ---------------------------------------- | --------------- | --------------------------- | -------- |
| 1967-1973                                | Armand Nass     | RI                          |          |
| 1973-2011                                | Jean Kiffer     | CNIP, després divers droite |          |
| 2011-                                    | Lionel Fournier | PS                          |          |
| les dades anteriors no són pas conegudes |                 |                             |          |
|                                          |                 |                             |          |

## Demografia
| A partir de 1990 : Població sense dobles comptes |